# John Goodman
John Stephen Goodman, född 20 juni 1952 i Affton i St. Louis County i Missouri, är en amerikansk skådespelare.
Goodman medverkar ofta i bröderna Coens filmer. Han blev känd när han spelade Roseannes man Dan i komediserien Roseanne. Goodman är en av de värdar som återkommit flest gånger till Saturday Night Live. Han har varit värd för programmet tolv gånger och har gjort flera överraskningsframträdanden med start från säsongen 1989-1990.
2011 hade han roller i två filmer som senare nominerades till Bästa film på Oscarsgalan 2012: Extremt högt och otroligt nära och The Artist, varav den senare vann utmärkelsen.
Han bor i New Orleans, Louisiana. Goodman är sedan oktober 1989 gift med Annabeth Hartzog. De har en dotter som heter Molly.

## Filmografi (i urval)

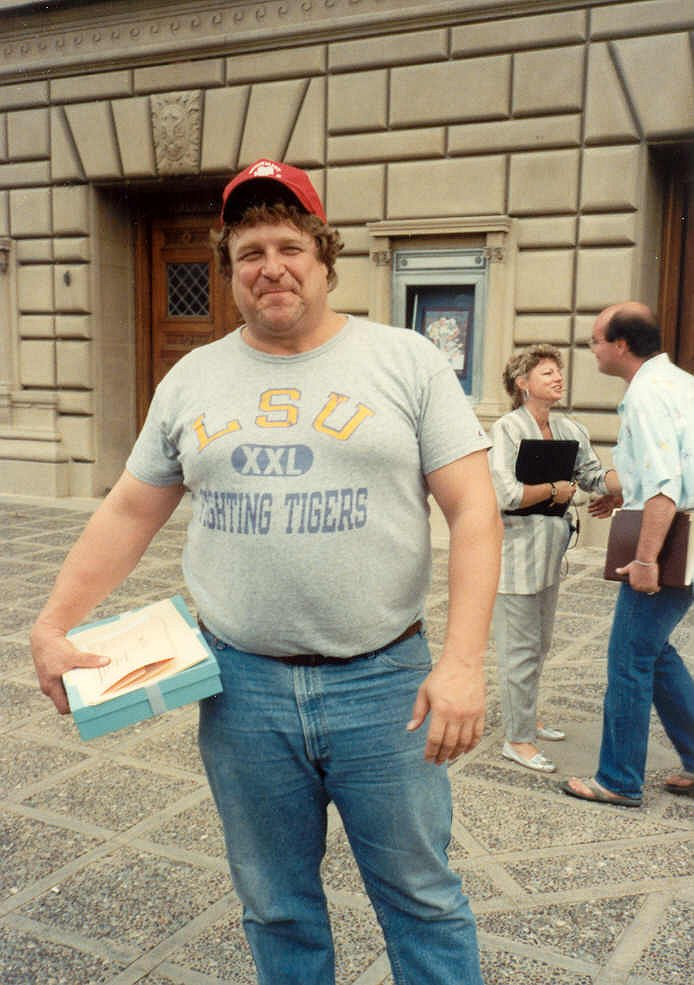
John Goodman vid Emmy-galan 1989.

### Film
| År   | Titel                                                | Roll                             | Noter |
| ---- | ---------------------------------------------------- | -------------------------------- | --- |
| 1983 | Eddie Macons flykt                                   | Herbert                          | |
| 1983 | The Survivors                                        | Commando                         | |
| 1984 | Nördarna kommer!                                     | Coach Harris                     | |
| 1984 | C.H.U.D.                                             | Cop in Diner                     | |
| 1984 | Marias älskare                                       | Frank                            | |
| 1985 | Sweet Dreams                                         | Otis                             | |
| 1986 | True Stories                                         | Louis Fyne                       | |
| 1987 | Brottsplats New Orleans                              | Det. Andre DeSoto                | |
| 1987 | Arizona Junior                                       | Gale Snoats                      | |
| 1987 | En tjej i stöten                                     | Det. Nyswander                   | |
| 1988 | The Wrong Guys                                       | Duke Earle                       | |
| 1988 | Punchline                                            | John Krytsick                    | |
| 1988 | Everybody's All-American                             | Lawrence                         | |
| 1989 | Sea of Love                                          | Det. Sherman Touhey              | Nominerad - Chicago Film Critics Association Award for Best Supporting Actor |
| 1989 | Always                                               | Al Yackey                        | |
| 1990 | Stella                                               | Ed Munn                          | |
| 1990 | Imse vimse spindel                                   | Delbert McClintock               | Nominerad - Saturn Award for Best Supporting Actor |
| 1991 | Kung Ralph                                           | Ralph Hampton Gainesworth Jones  | |
| 1991 | Barton Fink                                          | Charlie Meadows                  | Nominerad - Golden Globe Award for Best Supporting Actor – Motion Picture Nominerad - Chicago Film Critics Association Award for Best Supporting Actor Nominerad - New York Film Critics Circle Award for Best Supporting Actor                             |
| 1992 | The Babe                                             | George Herman 'Babe' Ruth        | |
| 1992 | Frosty Returns                                       | Frosty the Snowman               | Röstroll |
| 1993 | Matiné                                               | Lawrence Woolsey                 | |
| 1993 | Born Yesterday                                       | Harry Brock                      | |
| 1993 | Rex och hans vänner                                  | Rex the Dinosaur                 | Röstroll |
| 1994 | Strebern                                             | Newsreel Announcer               | Krediterad som Karl Mundt |
| 1994 | Familjen Flinta                                      | Fred Flintstone                  | |
| 1996 | Kärlekens motorväg                                   | Alan Davenport                   | Nominerad - Primetime Emmy Award for Outstanding Lead Actor in a Comedy Series |
| 1996 | Mother Night                                         | Major Frank Wirtanen             | |
| 1997 | Lånarna                                              | Ocious P. Potter                 | |
| 1998 | Ondskans spår                                        | Jonesy                           | |
| 1998 | Blues Brothers 2000                                  | Mighty Mack McTeer               | |
| 1998 | The Big Lebowski                                     | Walter Sobchak                   | Nominerad - Satellite Award for Best Supporting Actor – Motion Picture |
| 1998 | Dirty Work                                           | Mayor Adrian Riggins             | Okrediterad |
| 1998 | The Real Macaw                                       | Mac the Parrot                   | Röstroll |
| 1998 | Rudolf med den röda mulen                            | Jultomten                        | Röstroll |
| 1999 | The Runner                                           | Deepthroat                       | |
| 1999 | Bringing Out the Dead                                | Larry                            | |
| 1999 | The Jack Bull                                        | Judge Joe B. Tolliver            | |
| 2000 | Good Vibrations                                      | Roland Jones                     | |
| 2000 | O Brother, Where Art Thou?                           | Daniel 'Big Dan' Teague          | |
| 2000 | Rocky och Bullwinkle på äventyr                      | Oklahoma Cop                     | |
| 2000 | Coyote Ugly                                          | William James Sanford            | |
| 2000 | Kejsarens nya stil                                   | Pacha                            | Röstroll |
| 2001 | My First Mister                                      | Benjamin                         | |
| 2001 | En sen kväll på McCool's                             | Det. Dehling                     | |
| 2001 | Storytelling                                         | Marty Livingston                 | Segment: "Non-Fiction" |
| 2001 | Happy Birthday                                       | The Dean                         | |
| 2001 | Monsters, Inc.                                       | James P. "Sulley" Sullivan       | Röstroll |
| 2002 | Mikes nya bil                                        | James P. "Sulley" Sullivan       | Röstroll Kortfilm |
| 2002 | Dirty Deeds                                          | Tony                             | |
| 2003 | Masked and Anonymous                                 | Uncle Sweetheart                 | |
| 2003 | Djungelboken 2                                       | Baloo                            | Röstroll Nominerad - Kids' Choice Awards for Favorite Voice from an Animated Movie |
| 2004 | Home of Phobia                                       | Rodney                           | Released under the title Freshman Orientation |
| 2004 | Cliffords riktigt stora film                         | George Wolfsbottom               | Röstroll |
| 2004 | Beyond the Sea                                       | Steve 'Boom Boom' Blauner        | |
| 2005 | Marilyn Hotchkiss' Ballroom Dancing and Charm School | Steve Mills                      | |
| 2005 | Kejsarens nya stil 2 – Kronks nya stil               | Pacha                            | Röstroll Direkt till video |
| 2006 | Bilar                                                | James P. "Sulley" Sullivan Truck | Röstroll Cameoroll |
| 2006 | The Year Without a Santa Claus                       | Jultomten                        | |
| 2006 | Tales of the Rat Fink                                | Ed "Big Daddy" Roth              | Röstroll |
| 2007 | Death Sentence                                       | Bones Darley                     | |
| 2007 | Evan den allsmäktige                                 | Kongressman Long                 | |
| 2007 | Bee Movie                                            | Layton T. Montgomery             | Röstroll |
| 2008 | Speed Racer                                          | Pops Racer                       | |
| 2009 | Gigantic                                             | Al Lolly                         | |
| 2009 | En shopaholics bekännelser                           | Graham Bloomwood                 | |
| 2009 | In the Electric Mist                                 | Julie 'Baby Feet' Balboni        | |
| 2009 | Alabama Moon                                         | Mr. Wellington                   | |
| 2009 | Beyond All Boundaries                                | Capt. Edwin Simmons              | Röstroll Kortfilm |
| 2009 | Prinsessan och grodan                                | Eli "Big Daddy" La Bouff         | Röstroll |
| 2009 | A Sewer Runs Through It                              | Berättaren                       | Röstroll |
| 2009 | Påven Johanna                                        | Sergius II                       | |
| 2009 | Drunkboat                                            | Mr. Fletcher                     | |
| 2011 | The Artist                                           | Al Zimmer                        | Nominerad - Screen Actors Guild Award for Outstanding Performance by a Cast in a Motion Picture Nominerad - Broadcast Film Critics Association Award for Best Cast                                                                                          |
| 2011 | Red State                                            | Joseph Kennan                    | |
| 2011 | Extremt högt och otroligt nära                       | Stan the Doorman                 | |
| 2012 | ParaNorman                                           | Mr. Prendergast                  | Röstroll |
| 2012 | Rivalerna                                            | Scott Talley                     | Cameoroll |
| 2012 | Trouble with the Curve                               | Pete Klein                       | |
| 2012 | Argo                                                 | John Chambers                    | Screen Actors Guild Award for Outstanding Performance by a Cast in a Motion Picture Nominerad - Phoenix Film Critics Society Award for Best Cast Hollywood Film Festival Award for Best Cast Nominerad - San Diego Film Critics Society Award for Best Cast |
| 2012 | Flight                                               | Harling Mays                     | Nominerad - Satellite Award for Best Supporting Actor – Motion Picture |
| 2013 | Baksmällan del III                                   | Marshall                         | |
| 2013 | The Internship                                       | Sammy Boscoe                     | Okrediterad |
| 2013 | Monsters University                                  | James P. "Sulley" Sullivan       | Röstroll |
| 2013 | Inside Llewyn Davis                                  | Roland Turner                    | |
| 2014 | The Monuments Men                                    | Capt. Walter Garfield            | |
| 2014 | Party Central                                        | James P. "Sulley" Sullivan       | Röstroll kortfilm |
| 2014 | Transformers: Age of Extinction                      | Hound                            | Röstroll |
| 2014 | The Gambler                                          | Frank                            | |
| 2015 | Bunyan and Babe                                      | Paul Bunyan                      | Röstroll Post-produktion |
| 2015 | Trumbo                                               | Frank King                       | |
| 2015 | Love the Coopers                                     | Sam                              | |
| 2016 | 10 Cloverfield Lane                                  | Howard                           | |
| 2016 | Patriots Day                                         | Commissioner Ed Davis            | |
| 2025 | Smurfar                                              | TBA                              | Röstroll |

### TV
| År        | Titel                           | Roll                       | Noter |
| --------- | ------------------------------- | -------------------------- | --- |
| 1980      | The Mystery of the Morro Castle | George Rogers              | TV-serie |
| 1983      | The Face of Rage                | Fred                       | TV-film |
| 1983      | Chiefs                          | Newt 'Tub' Murray          | Miniserie |
| 1983      | Heart of Steel                  | Raymond Bohupinsky         | TV-film |
| 1987      | Bortom all misstanke            | Hugh Rayburn               | TV-film |
| 1987      | The Equalizer                   | Harold Winter              | Avsnitt: "Re-Entry" |
| 1987      | Par i brott                     | Donald Chase               | Avsnitt: "Come Back Little Shiksa" |
| 1988–1997 | Roseanne                        | Dan Conner                 | 221 avsnitt Golden Globe Award for Best Actor – Television Series Musical or Comedy (1993) American Comedy Award for Funniest Male Performer in a Television Series (1989/1990) People's Choice Awards for Favorite Male Performer in a New Television Series (1989) Viewers for Quality Television for Best Actor in a Quality Comedy Series Nominerad - Golden Globe Award for Best Actor – Television Series Musical or Comedy (1989/1990/1991) Nominerad - American Comedy Award for Funniest Male Performer in a Television Series (1991/1992/1993/1994/1995) Nominerad - People's Choice Awards for Favorite Male Performer in a New Television Series (1990/1991/1992/1993/1994/1995) Nominerad - Primetime Emmy Award for Outstanding Lead Actor in a Comedy Series (1989/1990/1991/1992/1993/1994/1995) Nominerad - Screen Actors Guild Award for Outstanding Performance by a Male Actor in a Comedy Series |
| 1989–2000 | Saturday Night Live             | Värd                       | 13 avsnitt |
| 1995      | Kingfish                        | Huey P. Long               | TV-film Nominerad - CableACE Award for Best Actor in a Movie or Miniseries Nominerad - Primetime Emmy Award for Outstanding Lead Actor in a Miniseries or a Movie |
| 1995      | Linje Lusta                     | Harold 'Mitch' Mitchell    | TV-film |
| 1999      | Now and Again                   | Michael Wiseman            | Avsnitt: "Origins" |
| 1999      | Simpsons                        | Meathook                   | Röstroll Avsnitt: "Take My Wife, Sleaze" |
| 1999      | Futurama                        | Robot Santa                | Röstroll Avsnitt: "Xmas Story" |
| 2000      | Normal, Ohio                    | William "Butch" Gamble     | 7 avsnitt People's Choice Awards for Favorite Male Performer in a New Television Series |
| 2001      | When Dinosaurs Roamed America   | Berättaren                 | Röstroll Discovery Channel dokumentär |
| 2003–2004 | Vita huset                      | Glen Allen Walken          | 4 avsnitt |
| 2004      | Father of the Pride             | Larry                      | Röstroll 15 avsnitt |
| 2004–2005 | Center of the Universe          | John Barnett               | 10 avsnitt |
| 2006      | Studio 60 on the Sunset Strip   | Judge Bobby Bebe           | Avsnitt: "Nevada Day: Part I & II" Primetime Emmy Award for Outstanding Guest Actor in a Drama Series |
| 2007      | King of the Hill                | Tommy                      | Röstroll Avsnitt: "SerPUNt" |
| 2010–2011 | Treme                           | Creighton Bernette         | 11 avsnitt |
| 2010      | Historien om Doktor Död         | Neal Nicol                 | TV-film Nominerad - Primetime Emmy Award for Outstanding Supporting Actor in a Miniseries or a Movie Nominerad - Screen Actors Guild Award for Outstanding Performance by a Male Actor in a Miniseries or Television Movie |
| 2011      | Damages                         | Howard T. Erickson         | 10 avsnitt |
| 2011–2012 | Community                       | Vice Dean Robert Laybourne | 6 avsnitt |
| 2012      | Svampbob Fyrkant                | Jultomten                  | Röstroll Avsnitt: "It's a SpongeBob Christmas!" |
| 2013      | Dancing on the Edge             | Masterson                  | 5 avsnitt |
| 2013–     | Alpha House                     | Gil John Biggs             | 11 avsnitt Nominerad - Satellite Award for Best Actor – Television Series Musical or Comedy |
| 2013      | Saturday Night Live             | Värd                       | Avsnitt: "John Goodman/Kings of Leon" |
| 2021      | Monster på jobbet               | James P. "Sulley" Sullivan | Röstroll |

### Datorspel
| År   | Titel                            | Roll                             | Noter    |
| ---- | -------------------------------- | -------------------------------- | -------- |
| 1996 | Pyst                             | King Mattruss                    | Röstroll |
| 2002 | Monsters Inc. Scream Arena       | James P. "Sulley" Sullivan       | Röstroll |
| 2007 | Cars Mater-National Championship | James P. "Sulley" Sullivan Truck | Röstroll |
| 2009 | Cars Race-O-Rama                 | James P. "Sulley" Sullivan Truck | Röstroll |
| 2011 | Rage                             | Dan Hagar                        | Röstroll |